# 陳昌 (同治進士)
陈昌，四川重庆府合州铜梁县人，清朝政治人物、进士出身。
清同治十三年甲戌科進士第二甲四十三名。曾任礼部主事、仪制司行走。升任国子监祭酒、翰林院侍读学士、礼部右侍郎。县人高启愚编写的明代隆庆本《铜梁县志》为基础于1875年主编完成光绪本《铜梁县志》。